# زبناو
زبناو (به آلمانی: Seeben) یک منطقهٔ مسکونی در آلمان است که در زالتسودل واقع شده‌است. زبناو ۶۵۸ نفر جمعیت دارد.